# 科代馬
48°28′28″N 38°05′27″E / 48.47444°N 38.09083°E

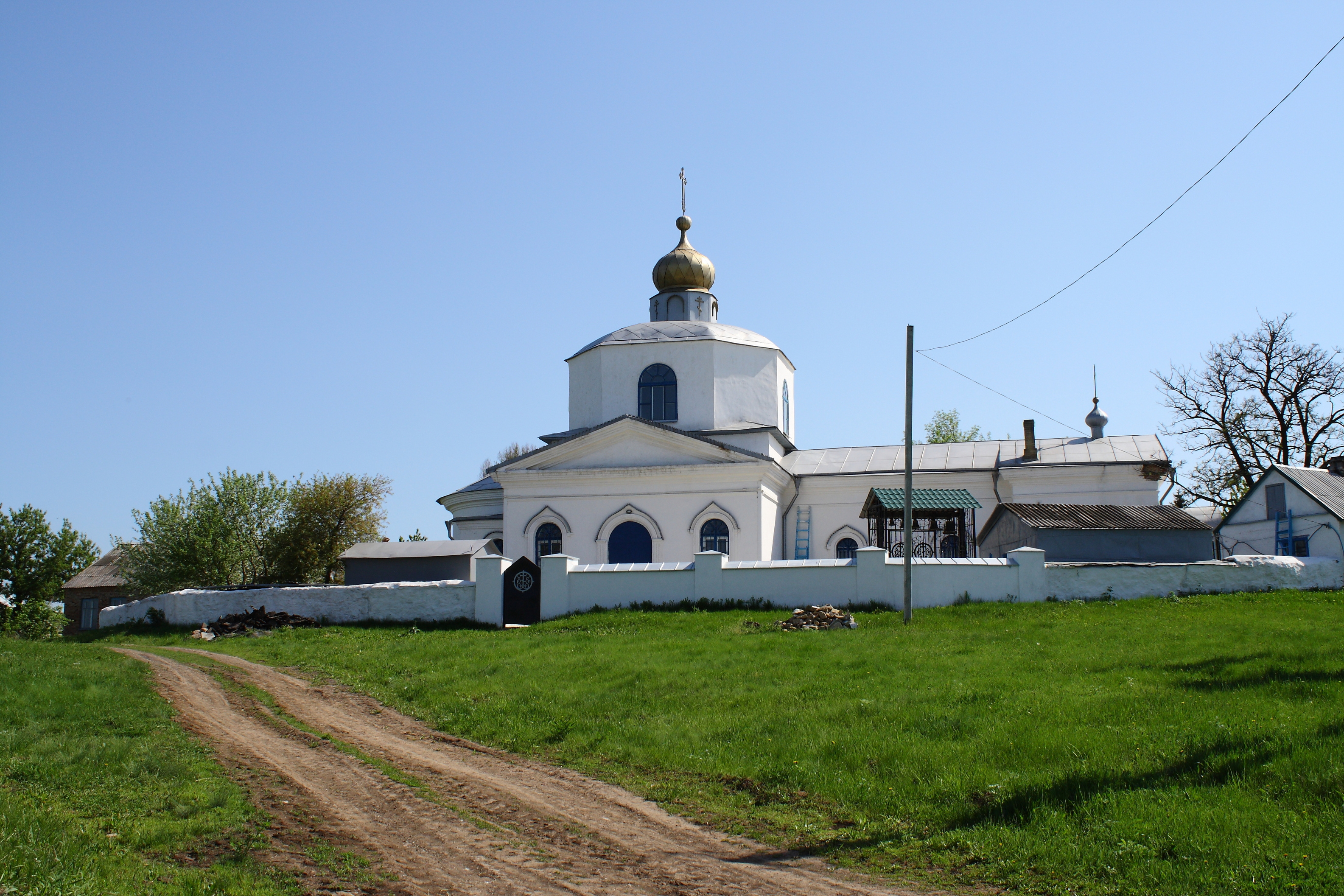
教堂

科代馬（羅馬化：Kodema）是位於烏克蘭東部的村莊，由頓涅茨克州巴赫穆特區的斯維特洛達爾斯克市鎮負責管轄。
這村的海拔高度99米，2014年人口461，面積2.96平方公里，人口密度每平方公里156人。

## 人口統計
根據 2001年烏克蘭人口普查，村民的母語分配如下：
- 烏克蘭語：74.6%
- 俄語：25.1%
- 其他：0.3%

## 歷史
1932-1933年的烏克蘭大饑荒在科代馬造成至少23名村民喪命。
2022年8月底，俄軍在巴赫穆特戰役中奪下科代馬。